# Новополеевский
Новополеевский — посёлок в Обливском районе Ростовской области. Входит в Солонецкое сельское поселение.

## География

### Улицы
- ул. Белорусская,
- ул. Дружбы,
- ул. Запрудная,
- ул. Молодёжная,
- ул. Степная,
- ул. Центральная,
- пер. Торговый.

## История
Указом ПВС РСФСР от 24 февраля 1988 года поселку четвертого отделения совхоза «Песчанный» присвоено наименование посёлок Новополеевский.

## Население
| 2010 |
| ---- |
| 344  |